# Irlanda do Norte
Irlanda do Norte (em inglês:  Northern Ireland; em irlandês: Tuaisceart Éireann; em scots de Ulster: Norlin Airlann) é uma nação constituinte do Reino Unido, a única não situada na Grã-Bretanha. Localiza-se, como seu nome sugere, na parte norte da Ilha da Irlanda, que divide com a República da Irlanda, um país independente e soberano.
A Lei do Governo da Irlanda de 1920 (Government of Ireland Act 1920 em português: Lei do Governo da Irlanda ), aprovada pelo parlamento do Reino Unido fez da Irlanda do Norte uma entidade política autônoma em 1921. Confrontado com exigências divergentes de nacionalistas irlandeses e unionistas para o futuro da ilha da Irlanda (os primeiros queriam um parlamento autónomo que governasse toda a ilha, os segundos não queriam nenhuma autonomia), e temendo uma guerra civil entre os dois grupos, o governo britânico liderado por David Lloyd George aprovou a lei, criando duas Irlandas com autonomia interna: a Irlanda do Norte, que continuaria sob o domínio do Reino Unido, e a República da Irlanda (também conhecida como Eire), independente.

## História
A área agora conhecida como Irlanda do Norte teve uma história complexa. Foi a pedra fundamental do nacionalismo irlandês na era das ocupações da rainha Isabel I e de Jaime I em outras partes da Irlanda, e se tornou o principal aglomerado de acampamentos escoceses depois do Flight of the Earls, em português: vôo dos Condes (quando o governo escocês nativo, os militares nacionalistas e a elite deixaram a Escócia em massa). Hoje, a Irlanda do Norte passa por uma variedade grande de rivalidades entre comunidades, representadas em Belfast pela bandeira tricolor do republicanismo irlandês ou a Union Flag, o símbolo da sua identidade britânica, enquanto os kerbstones em áreas de menor influência pintam bandeiras verde/branco/laranja ou vermelho/branco/azul, dependendo se a comunidade local é simpática aos nacionalistas/republicanos ou aos unionistas.

### Início do século XX
Recebeu autogoverno em 1920 (apesar de não ter chegado a ser reconhecido, alguns, como sir Edward Carson, se opuseram amargamente a isso). Seus primeiros-ministros desde sir James Craig (mais tarde lorde Craigavon) praticaram uma política discriminatória contra a minoria nacionalista/católica. A Irlanda do Norte tornou-se, nas palavras do ganhador do Prêmio Nobel da Paz em 1998, líder unionista e primeiro-ministro da Irlanda do Norte David Trimble, um "lugar frio para católicos." Dividindo as vilas e cidades da fronteira em distritos eleitorais de modo a dar aos protestantes a maioria num grande número desses distritos e concentrando a maioria dos oponentes no menor número de distritos possível, as eleições regionais foram fraudadas para assegurar o controle protestante dos conselhos locais. Acordos eleitorais que deram poder de voto a companhias comerciais e a quantidade mínima de fiscalização contribuíram para o mesmo.

### Finais do século XX
Na década de 1960, o primeiro-ministro, unionista-moderado Terence O'Neill (mais tarde lorde O'Neill de Maine) tentou reformar o sistema, mas encontrou oposição extrema fundamentalista de líderes protestantes como o reverendo Ian Paisley. O aumento da pressão pela reforma e de unionistas extremos ('No surrender', sem rendição) levou ao surgimento do Movimento pelos Direitos Civis sob comando de figuras como John Hume, Austin Currie e outras. Confrontos entre os habitantes fronteiriços e o Royal Ulster Constabulary levaram a conflitos cada vez maiores entre as duas comunidades. O Exército Britânico, originalmente mandado a Irlanda do Norte pelo Home Secretary, James Callaghan, para proteger nacionalistas de ataques, receberam boas-vindas acaloradas. Porém, o assassinato de treze civis desarmados em Derry por paramilitares britânicos, conhecido como o Domingo Sangrento (Bloody Sunday), inflamaram a situação e revoltou os nacionalistas nortistas contra o Exército Inglês. O surgimento do IRA, uma dissidência do fortemente marxista Official IRA, e uma campanha de violência dos unionistas como a Associação de Defesa do Ulster e outros, levaram a Irlanda do Norte à beira de uma guerra civil. Nos anos 1970 e 80, extremistas de ambos os lados cometeram diversos assassinatos em massa, geralmente, envolvendo civis inocentes. Os ataques mais notórios incluem o atentado a bomba de Le Mon e as explosões em Enniskillen e Omagh, praticados por Republicanos tentando trazer uma mudança política através de armamento de guerrilha.
Alguns políticos britânicos, especialmente o ex-ministro trabalhista Tony Benn, defenderam a retirada britânica da Irlanda, mas sucessivos governos norte-irlandeses se opuseram a essa política, e chamaram suas previsões sobre o possível resultado de uma retirada britânica de Cenário Apocalíptico, prevendo disseminação de conflitos generalizados, seguido de grande êxodo de centenas de milhares de homens, mulheres e crianças como refugiados para o "lado" de cada comunidade na província; nacionalistas migrando para o oeste da Irlanda do Norte,  e unionistas se dirigindo para o leste. O maio risco era de uma guerra civil que poderia envolver não só a Irlanda do Norte, mas as vizinhas Irlanda e Escócia ambas com ligações com uma ou com as duas comunidades. Depois, o possível impacto da retirada britânica ganhou a designação de Balcanização da Irlanda do Norte comparando com o violento desmembramento da Iugoslávia e o caos que o sucedeu.

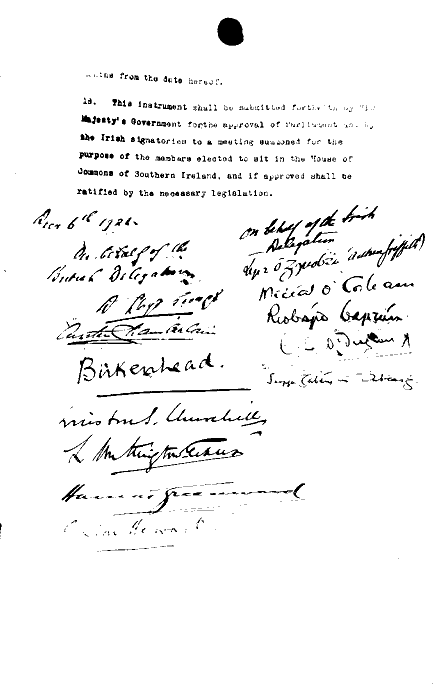
Assinaturas no Tratado Anglo-Irlandês.

No começo dos anos 1970, o Parlamento da Irlanda do Norte depois de o governo unionista liderado pelo primeiro-ministro Brian Faulkner ter se negado a aceitar o governo britânico, exigiu a entrega dos poderes da lei e da ordem. Londres apresentou/introduziu a Direct Rule, ou Governança Direta, a iniciar em 24 de março de 1972.
Novos sistemas de governo foram tentados (e fracassaram), incluindo o compartilhamento de poderes, tais como o Acordo de Sunningdale, a Devolução de Rolling e o Tratado Anglo-Irlandês. Através dos anos 1990, o fracasso da campanha do IRA para atrair apoio na sociedade ou atingir seus objetivos para a retirada britânica, em particular o desastre de relações públicas em Enniskillen, quando famílias atendendo às cerimônias do Dia da Lembrança, bem como o da substituição da tradicional liderança republicana por Gerry Adams, testemunharam um movimento de abandono do conflito armado para favorecer o engajamento político. A essas mudanças seguiu-se o aparecimento de novos líderes em Dublin, como Albert Reynolds, em Londres (John Major) e no unionismo de Ulster, como David Trimble. Contatos, inicialmente entre Adams e John Hume, líder do Partido Social Democrata Trabalhista, avançaram numa negociação panpartidária, que em 1998 gerou o Acordo da Sexta-Feira. Uma maioria de ambas as comunidades da Irlanda do Norte aprovaram este acordo, assim como o povo da República da Irlanda, que emendaram a constituição, Bunreacht na hÉireann, para substituir a reivindicação sobre o território da Irlanda do Norte, reconhecendo o direito soberano de existência deste país, ao mesmo tempo em que reconheceu o desejo nacionalista de ver as duas Irlandas unificadas.

### Depois do Acordo de Belfast
Após o Acordo de Belfast, os eleitores elegeram a Assembleia da Irlanda do Norte para formar um parlamento norte-irlandês. Cada partido que alcança um nível específico de apoio ganha o direito de nomear um membro para o governo e clamar um ministério. O líder do partido unionista, David Trimble, tornou-se Primeiro-ministro da Irlanda do Norte. O chefe do Partido Social Democrata Trabalhista, Seamus Mallon, tornou-se Primeiro-ministro Delegado da Irlanda do Norte, embora o novo líder do partido, Mark Durkan, o tenha substituído subsequentemente. Os unionistas, social-democratas trabalhistas e unionistas democratas e o Sinn Fein tinham ministros por direito na assembleia com poderes compartilhados. O governo está sendo dirigido novamente pelo Secretário de Estado da Irlanda do Norte, Paul Murphy e uma equipe ministerial que responde a ele.
A formação do executivo, prevista para junho de 1998, esbarra na exigência de líderes protestantes de só admitir o partido Sinn Féin - braço político do IRA - no executivo depois que os guerrilheiros republicanos se desarmarem. Em novembro de 1999, os protestantes aceitam o compromisso do IRA de entregar armas entre fevereiro e maio de 2000. O Sinn Féin ocupa dois ministérios. Como parte do acordo, a República da Irlanda retira da constituição uma cláusula que reivindicava a soberania sobre o Ulster.
Em fevereiro de 2000, o governo britânico retoma o controle directo do Ulster, por causa da relutância do IRA em se desarmar. Mas, em maio, o IRA aceita a inspecção internacional de seus depósitos de armas e as autoridades britânicas devolvem o poder ao Parlamento do Ulster. Cresce o optimismo em relação ao processo de paz, com a garantia dada pelos inspectores internacionais de que as armas do IRA estão sob vigilância. O governo de Trimble reassume o controle da região.
O clima de mudança no país foi representado pela visita da rainha Elizabeth II aos prédios do parlamento em Stormont, onde ela conheceu os ministros nacionalistas do Partido Social Democrata Trabalhista e conversou sobre os direitos dos irlandeses do norte que reclamavam tratamento idêntico ao dos britânicos. Igualmente, em visita a Irlanda do Norte, Mary McAleese encontrou-se com ministros unionistas e com os lordes-tenentes de cada condado, os representantes da rainha deste país.

## Geografia

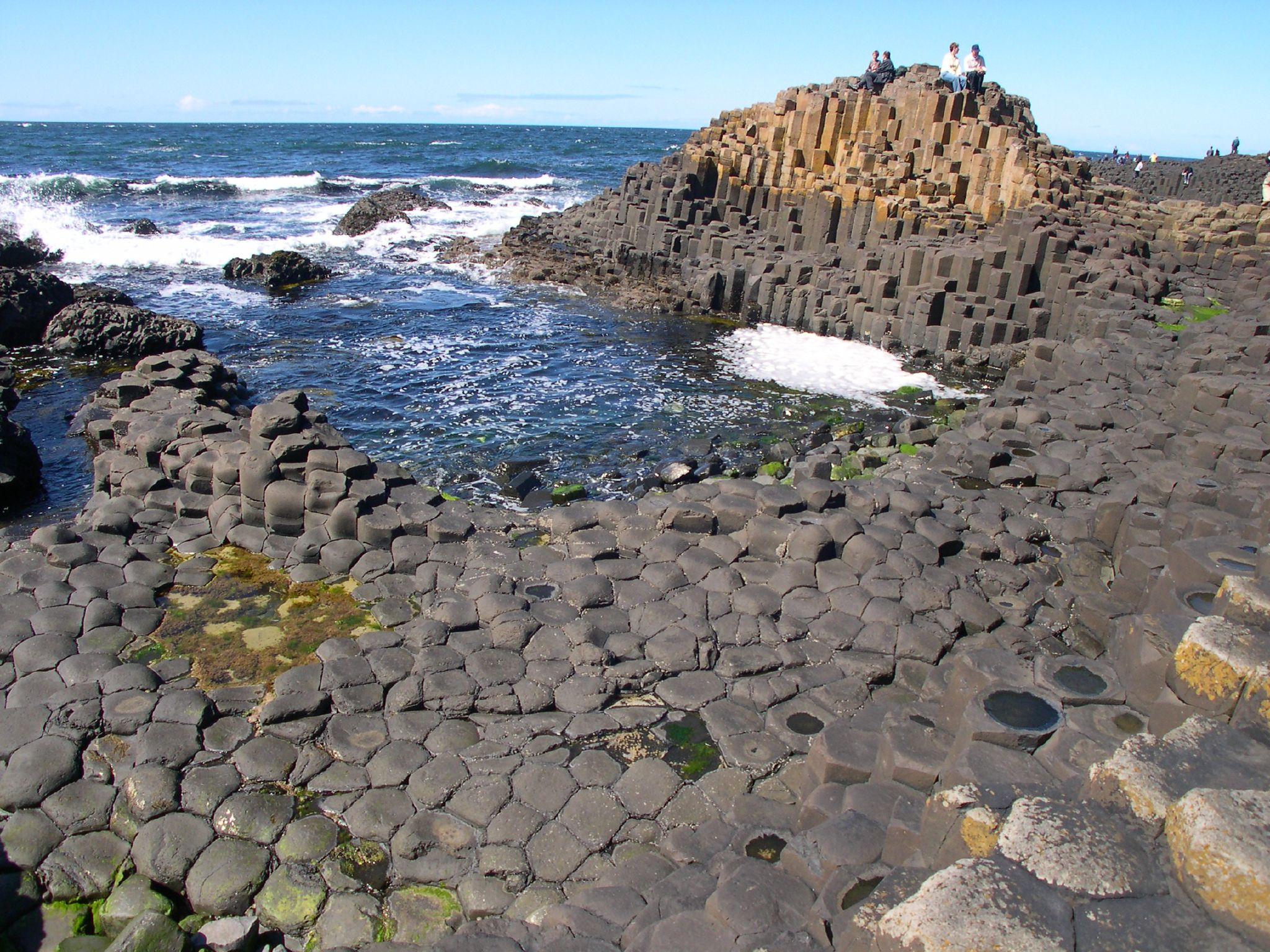
A "Calçada dos Gigantes", no Condado de Antrim.

A Irlanda do Norte esteve coberta por uma camada de gelo durante quase toda a última era glacial e em muitas ocasiões anteriores. O legado dessas épocas pode ser visto na extensa cobertura de drumlins nos condados de Fermanagh, Armagh, Antrim e, particularmente, em Down. O marco central da geografia da Irlanda do Norte é o lago Neagh, que com 392 km² de área configura-se no maior lago de água fresca das ilhas britânicas. Um segundo sistema de lagos bastante extenso é formado pelos lagos Erne Superior e Inferior, em Fermanagh.
Existem muitos planaltos nas montanhas Sperrin (uma extensão do dobramento Caledónio) com grandes reservas de ouro, granito (montanhas Mourne) e basalto (platô de Antrim), assim como, em menor escala, no sul de Armagh e ao longo da fronteira Fermanagh-Tyrone. O ponto mais alto é o Slieve Donard, em Mournes, com 848 m. A actividade vulcânica que criou o platô de Antrim também formou os pilares eerily, geométricos da Calçada dos Gigantes.
Os rios Bann, Foyle e Blackwater formam planícies férteis, com um excelente solo arável encontrado também no norte e no sudeste, embora a maior parte das terras montanhosas sejam marginais e apropriadas para os animais. O vale do rio Lagan é dominado por Belfast, cuja área metropolitana inclui mais de um terço da população da Irlanda do Norte, com grande urbanização e industrialização pesada ao longo do vale do Lagan e nas margens do lago Belfast.
Todo o país tem clima temperado marítimo, mais húmido a oeste que a leste, embora a cobertura das nuvens seja persistente nessa região. O tempo é imprevisível em todas as épocas do ano, e apesar das estações do ano serem distinguíveis, elas são consideravelmente menos pronunciadas que no interior da Europa ou na costa leste da América do Norte. A média de temperatura máxima durante o dia em Belfast é de 6,5 °C em janeiro e 17,5 °C em Julho. A humidade do clima e o grande desflorestamento nos séculos XVI e XVII produziram, na maior parte da região, uma cobertura de verdes gramados.
A maior temperatura registrada foi de 30,8 °C em Knockarevan, perto de Belleek, e a menor temperatura registrada foi de -17,5 °C em Magherally, perto de Banbridge.

## Demografia

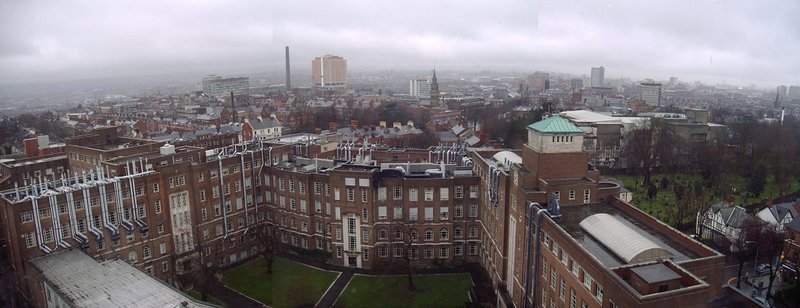
Belfast, capital e maior cidade do país.

Em 2019, a população da Irlanda do Norte se aproximou de 1,9 milhões de pessoas. O número de habitantes vem crescendo desde 1978 e subiu 7,5% só na década de 2000, sendo atualmente menos de 3% da população total do Reino Unido (de 62 milhões, em 2011).
A população do país é quase que majoritariamente branca (98,2%). Em 2011, 88,8% nasceram na Irlanda do Norte, com 4,5% nascidos na Grã-Bretanha e 2,9% na República da Irlanda. Outros 4,3% nasceram fora das ilhas britânicas; o triplo se comparado a 2001. A maioria são da Europa oriental, como Letônia e Lituânia. O maior grupo de não-brancos são os chineses (6 300) e indianos (6 200). Negros eram aproximadamente 0,2% da população em 2011 e pessoas de raças misturadas são de 0,2%.
A Irlanda do Norte é uma entidade complexa, dividida entre duas comunidades culturais distintas, os unionistas e os nacionalistas irlandeses. Ambas as comunidades são frequentemente descritas em função de suas ligações religiosas predominantes; os unionistas são predominantemente protestantes (entre os quais a fé a maior delas é a do presbiterianismo), e a segunda, em termos de número de adeptos e a Igreja da Irlanda, enquanto os nacionalistas são predominantemente católicos. Entretanto, ao contrário da crença comum, não são todos os protestantes que apoiam necessariamente o unionismo, com a mesma regra valendo para os católicos em relação ao nacionalismo porém em menor escala.
O que define o católico ou o protestante no Ulster não é necessariamente sua participação nos serviços litúrgicos e sua fé, mas sim sua comunidade de origem. A Irlanda do Norte, e mais precisamente Belfast é toda dividida em áreas de uma ou de outra comunidade.
Uma vez estabelecido no Ato do Governo da Irlanda de 1920, a Irlanda do Norte foi estruturada geograficamente para ter maioria unionista, que temem por seu destino se ocorresse a unificação das Irlandas. Porém, a população católica vem crescendo em porcentagem dentro da Irlanda do Norte devido a imigração de católicos para o país, enquanto a população protestante vem diminuindo devido ao fato dos protestantes serem a maioria entre os idosos.

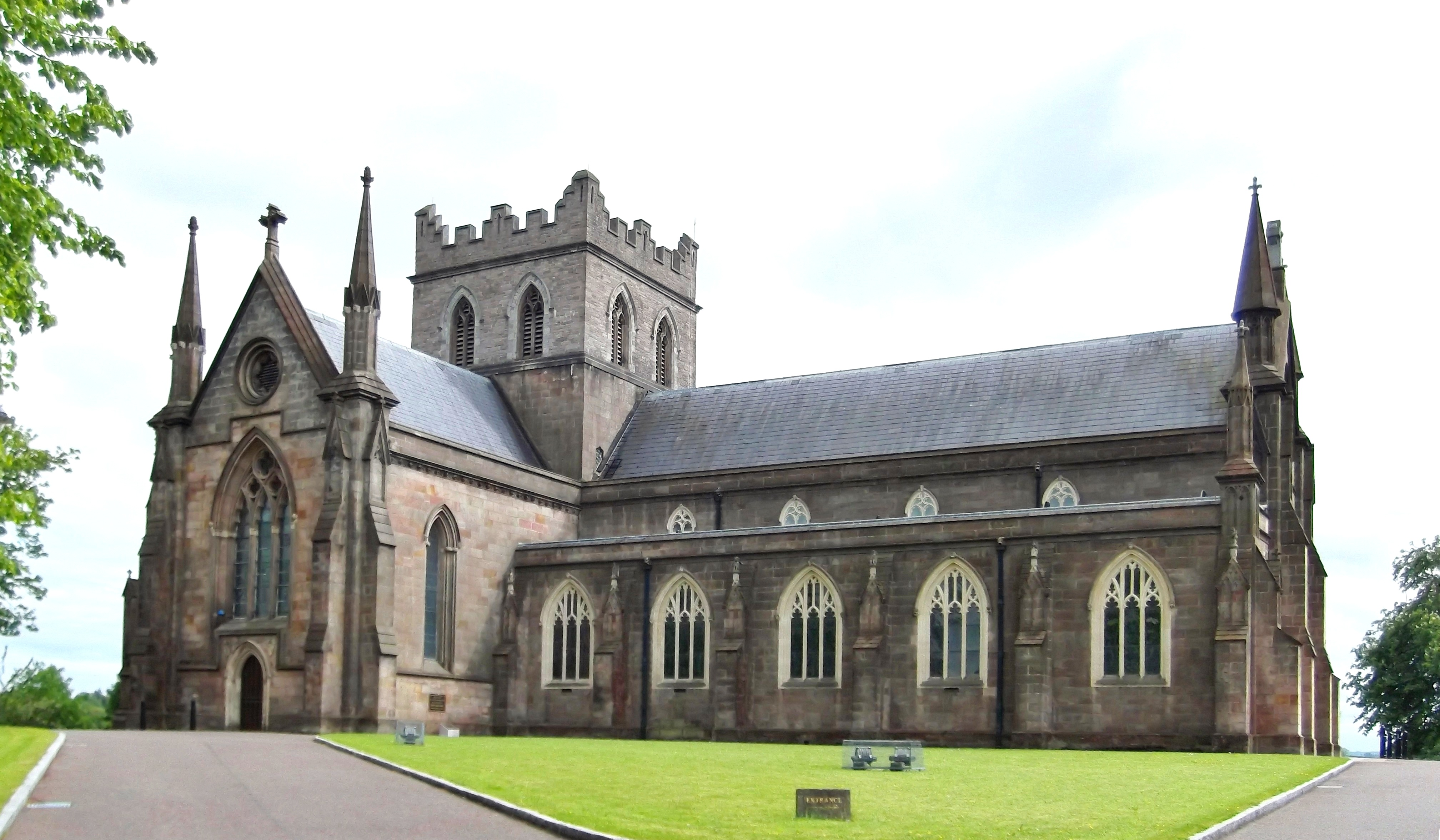
Catedral de São Patrício, Armagh é a sede do chefe da Igreja Anglicana na Irlanda.

As afiliações religiosas, baseadas em resultados de censo, mudaram da seguinte forma entre 2001 e 2011:
| Religião                | 2001      | 2001  | 2011      | 2011  |
| Religião                | número    | %     | número    | %     |
| ----------------------- | --------- | ----- | --------- | ----- |
| Presbiterianos          | 348 742   | 20,7  | 345 101   | 19,1  |
| Católicos               | 678 462   | 40,2  | 738 033   | 40,8  |
| Anglicanos              | 257 788   | 15,3  | 248 821   | 13,7  |
| Metodistas              | 59 173    | 3,5   | 54 253    | 3,0   |
| Outros protestantes     | 102 221   | 6,1   | 104 380   | 5,8   |
| (Total de protestantes) | 767 924   | 45,6  | 752 555   | 41,6  |
| (Total de cristãos)     | 1 446 386 | 85,8  | 1 490 588 | 82,3  |
| Outras religiões        | 5 028     | 0,3   | 14 859    | 0,8   |
| Sem religião            | 233 853   | 13,9  | 183 164   | 10,1  |
| Religião não declarada  | 233 853   | 13,9  | 122 252   | 6,1   |
| População total         | 1 685 267 | 100,0 | 1 810 863 | 100,0 |

Em 2021, o número de católicos que vivem na Irlanda do Norte ultrapassou o total de protestantes e outras denominações cristãs pela primeira vez. A Agência de Estatística e Pesquisa da Irlanda do Norte salienta que 42,31% da população identificou-se como católica, enquanto 37,36% disseram ser protestantes, sendo que 9,3% da população diz não pertencer a nenhuma religião, acima dos 5,6% em 2011.
Como com o Acordo da Sexta-Feira Santa está garantido que a Irlanda do Norte permanecerá ligada ao Reino Unido enquanto sua população o desejar, é provável que em alguns anos o Ulster volte a integrar-se à Irlanda, como uma região e não como um país separado.

### Cidadania e identidade
Como parte do Reino Unido, os habitantes da Irlanda do Norte são cidadãos britânicos. Também têm direito de obter a cidadania irlandesa por nascimento, algo que é garantido pelo Acordo de Belfast, realizados entre os governos britânico e irlandês, que dispõe que é o direito natural de todo o povo da Irlanda do Norte a identificar-se e se aceitarem como irlandês ou britânicos, ou ambos, como eles podem então escolher, e, portanto, [os dois governos] confirmam o seu direito de possuir tanto a cidadania britânica quanto a  irlandesa e as mesmas devem ser aceitas por ambos governos e  não seriam afectados por qualquer mudança no status futuro da Irlanda do Norte.
Como resultado do acordo, a Constituição da Irlanda foi alterada de modo que as pessoas nascidas na Irlanda do Norte têm o direito de serem cidadãos irlandeses da mesma forma como qualquer outro habitante da República da Irlanda.
Contudo os governos (irlandês e britânico) não estendem a sua cidadania a todas as pessoas nascidas na Irlanda do Norte. Ambos excluem algumas pessoas nascidas na Irlanda do Norte (como, por exemplo, certas pessoas nascidas na Irlanda do Norte cujo nenhum dos progenitores não seja nacional do Reino Unido ou República da Irlanda). A restrição irlandesa foi dada efetiva pela vigésima sétima emenda na constituição, em 2004.
Vários estudos e pesquisas realizados entre 1971 e 2006 indicaram que, em geral, os protestantes da Irlanda do Norte tendem a se identificarem mais como “britânicos”, enquanto que os católicos consideram-se principalmente como “irlandeses”.
Estes dados, contudo, não representam as identidades complexas da Irlanda do Norte, dado que muitos se consideram da “Irlanda do Norte” ou do “Ulster”, quer a título principal, ou como uma identidade secundária. Uma pesquisa de 2008 revelou que 57% dos protestantes se descreveram como britânicos, enquanto 32% se identificavam como norte-irlandeses, 6% como "ulsters" e 4% como irlandeses. Comparado com o mesmo inquérito realizado em 1998, isso mostra uma queda no percentual de protestantes que se identificam como britânicos e ulsters e um aumento nos que se identificaram como norte-irlandeses. A pesquisa de 2008 constatou que 61% dos católicos se descreveram como o irlandeses, 25% se identificam como da Irlanda do Norte, 8% como britânicos e 1% como ulsters. Esses números permaneceram praticamente inalterados desde 1998 .

## Política

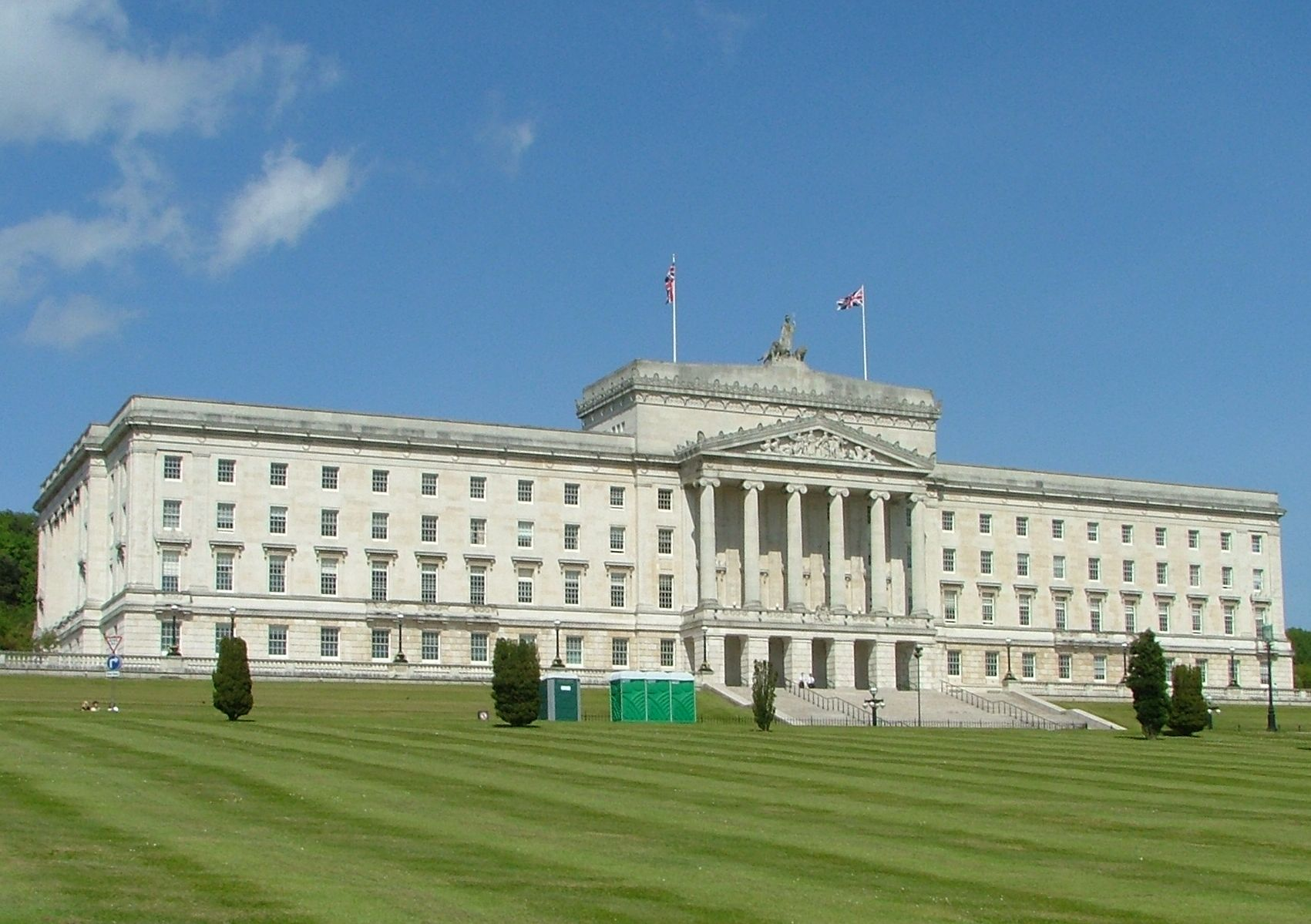
O Palácio de Stormont, em Belfast, sede da assembleia da Irlanda do Norte.

Como parte do Reino Unido, a Irlanda do Norte é uma monarquia constitucional, em que o chefe de estado é o monarca do Reino Unido. Os cidadãos da Irlanda do Norte elegem 18 deputados para a Câmara dos Comuns do parlamento britânico.
Para além disso, a Irlanda do Norte tem uma assembleia legislativa com 108 deputados, actualmente suspensa. Está ainda representada no Parlamento Europeu com 3 deputados.

## Subdivisões

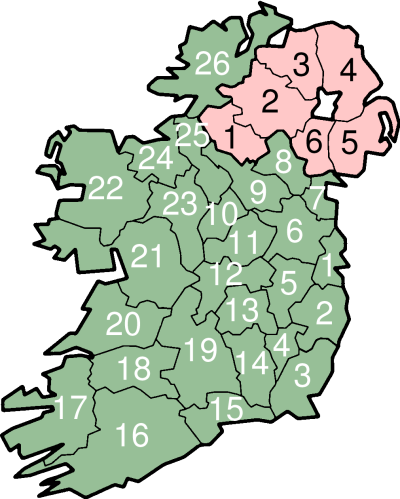
Condados da Irlanda do Norte (em rosa)

Unionistas costumam chamar a Irlanda do Norte de "Ulster" ou de "a Província"; os nacionalistas costumam usar os termos "o Norte da Irlanda" ou "os Seis Condados". Ultimamente o termo Ulster tem sido muito utilizado pelos republicanos, pois desta forma tratam da Irlanda do Norte como uma região da Irlanda. O Ulster formou uma das províncias históricas da ilha da Irlanda e consiste de 9 condados. Três desses agora são parte da República da Irlanda. Os seis condados remanescentes se tornaram a Irlanda do Norte:
1. Condado de Fermanagh
2. Condado de Tyrone
3. Condado de Derry ou Condado de Londonderry (Unionistas preferem o termo Londonderry, os nacionalistas o termo Derry.)
4. Condado de Antrim
5. Condado de Down
6. Condado de Armagh

Esses condados tradicionais não são mais usados para fins de governo local, em vez disso são 26 distritos da Irlanda do Norte. Os "seis condados" permanecem para fins culturais como o GAA e A Ordem Laranja.

## Economia
A economia da Irlanda do Norte é a menor das quatro nações do Reino Unido, baseia-se na agricultura e na indústria. Predominam as pequenas propriedades cuja produção agropecuária conta com gado bovino, ovino, suíno e aves de quintal. As principais culturas agrícolas são batatas, cereais e frutas. As indústrias, entre as quais se destacam a têxtil baseada no linho e a náutica, são algumas das mais importantes fontes de riqueza.

## Cultura
São fortemente influenciados pela Cultura da República da Irlanda e a Cultura do Reino Unido.
| Dia   | Nome na língua local | Nome na língua portuguesa         |
| ----- | -------------------- | --------------------------------- |
| 01/01 | New Year's Day       | Ano novo                          |
| 17/03 | St. Patrick's Day    | Dia de São Patrício               |
| 06/04 | Good Friday          | Sexta-feira santa                 |
| 09/04 | Easter Monday        | Segunda-feira de Páscoa           |
| 12/07 | Orangefest           | Batalha de Boyne - Dia da Laranja |
| 25/12 | Christmas Day        | Natal                             |
| 26/12 | Boxing Day           | Dia de Santo Estevão              |